# Boris Chatalbashev
Boris Chatalbashev est un joueur d'échecs bulgare né le 30 janvier 1974 à Pleven. Grand maître international depuis 1997, il a remporté le championnat de Bulgarie à quatre reprises. Il est affilié à la fédération danoise des échecs depuis juin 2018.
Au 1er janvier 2021, Chatalbashev et le numéro sept danois avec un classement Elo de 2 530 points.

## Palmarès
Boris Chatalbashev remporte le championnat de Bulgarie à quatre reprises en 1991, 1998, 2007 et 2010. En 2023, il gagne le championnat du Danemark pour la première fois.
Outre ses titres nationaux, Boris Chatalbashev remporte :
- l'open d'Albena en 1992, 2009 (1er-4e)[4] et 2010 ;
- l'open de Val-Thorens en 2001 et 2004 ;
- l'open de Bad Liebenzell en 2010 ;
- l'open de Varna en 2011[5] ;
- le Festival d’échecs de Bâle à Riehen en 2018[6].

Il finit premier ex æquo du tournoi d'échecs de Reggio Emilia 2001-2002 (Kiril Georgiev vainqueur au départage).

## Compétitions par équipe
Boris Chatalbashev a représenté la Bulgarie lors de trois olympiades (en 1996, 1998 et 2004), marquant 10,5 points en 18 parties. Il participa à deux championnats d'Europe par équipes (en 2003 et 2007).